# جوان يوسف
جوان يوسف (ولد في 6 أيلول / سبتمبر 1984) سويدي سوري-المولد  رسام وفنان. وهو متخصص في الفنون التشكيلية من لندن، إنجلترا.

## التعليم وبداية حياته
يوسف ولد في رأس العين, لأب سوري مُسلم سُني كردي ولأم أرمنية مسيحية . عائلته هاجرت إلى السويد حيث درس الرسم في Pernby مدرسة الرسم في ستوكهولم بين 2004 و 2006 ثم انتقل إلى Konstfack جامعة كلية الفنون والحرف اليدوية تصميم، ستوكهولم حيث تخرج مع درجة البكالوريوس في الفنون الجميلة في عام 2009. حصل على الماجستير في الفنون الجميلة من كلية سنترال سانت مارتنفي لندن في عام 2011.

## المهنة
يوسف شارك في عدد كبير من المعارض الفنية والمعارض الجماعية. أقام اثنين من المعارض منفردا في عام 2013 بعنوان اللوحة عن الجنس الجسد والعنف، لول في DIVUS معرض في لندن و يلاحظ ارتفاعفي جاليري آنا تولين، ستوكهولم. شارك في Threadneedle جائزة المعرض في عام 2013 و البيرة المعاصرة جائزة الناشئة الفن على حد سواء في عام 2013. في عام 2015 وقال انه عرض في جاليري بون مع مجموعة المعرض إلى هناك والعودة مرة أخرى مع زملائه Konstfack خريجي جوزيف الثور، بيتر Davydtchenko و Natasja Loutchko. هو عضو مؤسس الاستوديو الحائز على قنبلة مصنع الفن الأساس في الممر شمال لندن.

## الحياة الشخصية
يوسف هو كردي وأرمني النسب. هو مثلي الجنس علناً. في نيسان / أبريل 2016, خلال حفل أمفار، مؤسسة أبحاث الإيدز حفل في ساو باولو ، البرازيل،  أعلن على الملأ علاقته مع المغني البورتوريكي ريكي مارتن. وهما متزوجان.